# WOI (AM)
WOI (640 kHz) – als „Iowa Public Radio“ gebrandet – ist ein nichtkommerzieller AM-Bildungsradiosender mit Lizenz für Ames, Iowa. Der Sender gehört dem Iowa Public Radio und deckt die Metropolregion Des Moines ab. WOI sendet eine Mischung aus öffentlich-rechtlichem Radio und Talkradio und ist Hauptsendestation des Iowa Public Radio’s News Network sowie der Marktmitgliedssender von National Public Radio, Public Radio International und dem BBC World Service. Die WOI-Studios befinden sich im Kommunikationsgebäude der Iowa State University, während sich der Sender der Station südwestlich von Ames befindet. Neben einer standardmäßigen analogen AM-Übertragung wird WOI über den FM-Übersetzer K284CN (104,7 FM) weitergeleitet und ist online verfügbar.
Historisch gesehen ist WOI einer der ältesten Radiosender in den Vereinigten Staaten und einer der ältesten noch existierenden Sender in Nordamerika, da er 1911 mit experimentellen Übertragungen begann.

## Geschichte
Die Geschichte von WOI lässt sich bis ins Jahr 1911 zurückverfolgen, als der Physikprofessor „Dad“ Hoffman eine Übertragungsleitung zwischen dem Campus Water Tower und dem Engineering Building und eine drahtlose Telegrafenstation errichtete. Im Jahr 1913 war diese als Versuchsstation 9YI bekannt und sendete und empfing regelmäßig Wetterberichte per Morsecode.
Die erste Tonausstrahlung war eine Stunde Konzertmusik am 21. November 1921. Das Handelsministerium erteilte im April 1922 eine vollständige Radiolizenz für den Sender WOI, und die erste reguläre Ausstrahlung fand am 28. April 1922 statt. Das ursprüngliche Rufzeichen lautet jetzt 9YI W0YI und wird vom ISU Campus Radio Club mit der Amateurfunkstation im Gebäude für Elektrotechnik verwaltet.
WOI ist möglicherweise die älteste voll lizenzierte nichtkommerzielle Station westlich des Mississippi. Ein weiterer Universitätsradiosender in Iowa, WSUI an der University of Iowa in Iowa City, begann ebenfalls 1911 mit Telegrafenübertragungen und behauptet auch, der früheste Bildungssender westlich des Mississippi zu sein. Auch andere Universitäten des Mittleren Westens richteten in den 1910er-Jahren Versuchsstationen ein: die KUOM der University of Minnesota und die WEW der Saint Louis University im Jahr 1912 sowie die WHA der University of Wisconsin im Jahr 1915.
Die erste reguläre Sendung auf WOI waren Agrarmarktberichte, die per Tickerband und Morsecode gesammelt und im ganzen Bundesstaat ausgestrahlt wurden. Ein weiterer früher Schwerpunkt waren Sportveranstaltungen der Sportmannschaften des Staates Iowa. Im Jahr 1925 wurde The Music Shop zum ersten Mal ausgestrahlt. Als eines der am längsten laufenden Programme in der Geschichte des Radios wurde es in den 1970er-Jahren von WOI-FM bis 2006 gesendet. 1927 kam eine weitere langjährige Sendung, The Book Club, hinzu; auch bis 2006.
Am 1. Dezember 1949 startete die Iowa State University eine FM-Ergänzung zu WOI, WOI-FM mit 90,1 MHz. WOI-TV wurde 1950 als erster Fernsehsender in Zentral-Iowa gegründet. Es war auch der erste kommerzielle Fernsehsender des Bundesstaats, der einer Bildungseinrichtung gehörte. Es war mit allen vier Netzwerken seiner Zeit verbunden, bevor es 1955 ausschließlich eine Tochtergesellschaft der American Broadcasting Company (ABC) wurde. WOI-TV wurde am 1. März 1994 vom Iowa Board of Regents verkauft. Die Station gehört heute TEGNA.
WOI-AM-FM wurde Gründungsmitglied des National Public Radio (NPR), als es 1971 sein reguläres Programm der Nachmittagsnachrichtensendung All Things Considered (ATC) aufnahm.
Heute besteht das Programm von WOI aus NPR- und lokal produzierten Talkshows sowie lokalen Nachrichten und BBC-Nachrichten-Updates. Die klassische Musik der frühen Jahre wanderte in den 1960er-Jahren ausschließlich zu WOI-FM ab. Als die Radiodienste der Iowa State University im Jahr 2004 zum Iowa Public Radio (IPR) zusammengelegt wurden, wurde WOI seinem Hauptbetreiber der Betriebs- und IT-Dienste.

## Technische Parameter
Am 28. April 1922 erhielt das Iowa State College die Lizenz zum Betrieb einer Radiostation mit dem Rufzeichen WOI. Im Laufe der Zeit wurde die Sendetechnik mehrmals durch leistungsfähigere Anlagen ersetzt.
Die UKW-Station WOI-FM nahm am 1. Juli 1949 mit einem 100-kW-Sender auf der Frequenz 90,1 MHz ihren Betrieb auf.
WOI-TV war der zweite Fernsehsender, der in Iowa lizenziert wurde und startete am 21. Februar 1950 auf Kanal 4. Die Station besteht bis heute, gehört jedoch nicht mehr zur Iowa State University und sendet nun ein kommerzielles Programm.
Heute sendet WOI tagsüber 5.000 Watt mit einem einzigen Sendeturm und 1.000 Watt nachts mit zwei Türmen, um KFI in Los Angeles zu unterstützen.